# Ontogenia dos crustáceos
O desenvolvimento pós-embrionário dos crustáceos constitui de uma série de estágios separados por mudas. O período larval do grupo Decapoda é genericamente dividido em três fases com números variáveis de estágios: náuplio, zoea e decapodid (ou megalopa); seguindo pelo período de juvenil e, por fim, o adulto que é sexualmente maduro.
Os indivíduos que, após emergirem dos ovos, sofrem a menor quantidade de mudanças até se tornarem juvenis, são ditos de desenvolvimento direto. Já os de desenvolvimento indireto são aqueles que passam por múltiplos estágios larvais.

## Desenvolvimento
Nos crustáceos, o padrão básico de desenvolvimento é caracterizado por três períodos. Inicia-se com a (1) embriogênese no ovo; (2) eclosão de uma larva náuplio, seguida por uma série larvas planctônicas livre-natantes que sofrem transformações até atingirem a forma de (3) juvenis bentônicos. Estes crescem e eventualmente atingem a maturidade reprodutiva.
Sendo assim, o desenvolvimento direto também pode ser definido como o maior grau de abreviação dos estágios larvais (suspensão das larvas planctônicas e soltura dos juvenis bentônicos).

### Cuidado parental
Várias espécies de crustáceos apresentam cuidado parental extensivo (XPC, do inglês "extended parental care"). Qualquer atividade, voltada à descendência, que represente um gasto energético aos pais, é classificado como cuidado parental. A partir do momento que esse cuidado se estende até ou vai além dos primeiros estágios juvenis, ele é chamado de XPC. Esses comportamentos são encontrados nos ambientes marinho, terrestre e de água doce, apesar de ser mais comum no terrestre.
Dado o gasto que o cuidado parental representa, pesquisadores sugerem que esse custo é trocado pelo crescimento das fêmeas em algumas espécies. Por exemplo, fêmeas de decápodes de água doce com desenvolvimento direto e XPC são consideravelmente menores do que os machos.
XPC é um importante fator que favorece o desenvolvimento e a sobrevivência dos juvenis. Entretanto, o cuidado parental extensivo também pode resultar em conflitos entre a prole ou entre os pais e os descendentes, principalmente nos estágios finais de desenvolvimento, quando os recursos (comida e espaço) se tornam limitantes.
Em algumas espécies, a fêmea cuida da descendência no seu corpo, no marsúpio ou bolsas abdominais e, quando soltos, os juvenis já são bem semelhantes aos adultos (morfológica e fisiologicamente). Na presença de predadores, os juvenis que estão protegidos nessas bolsas maternas têm chances maiores de sobreviver do que aqueles que estão separados das mães.

## Larvas
O principal critério para classificar as formas larvais e seu padrão de desenvolvimento característico, é a morfologia funcional dos apêndices alimentares. Além disso, a diferenciação primária das três principais larvas - nauplius, zoea e decapodid - se dá pela presença ou ausência dos anexos locomotores.
O estado metamórfico transitório entre a larva planctônica e o juvenil bentônico é considerado o último estágio do desenvolvimento larval e, genericamente, é chamado de decapodid. Entretanto, é muito comum que esse estágio receba nomes mais específicos, como "pós-larva", "megalopa", "puerulus", "glaucothoe", etc.
Os Dendrobranchiata são os únicos decápodes que apresentam três fases larvais, incluindo diversos estágios de náuplio livre-nadante. Os demais decápodes formam um grupo irmão, os Pleocyemata, e os seus ovos eclodem já na forma de zoea ou outro estágio mais avançado, indicando um desenvolvimento larval abreviado. Por conta da abreviação, o número de estágios larvais torna-se um caráter típico desse táxon.

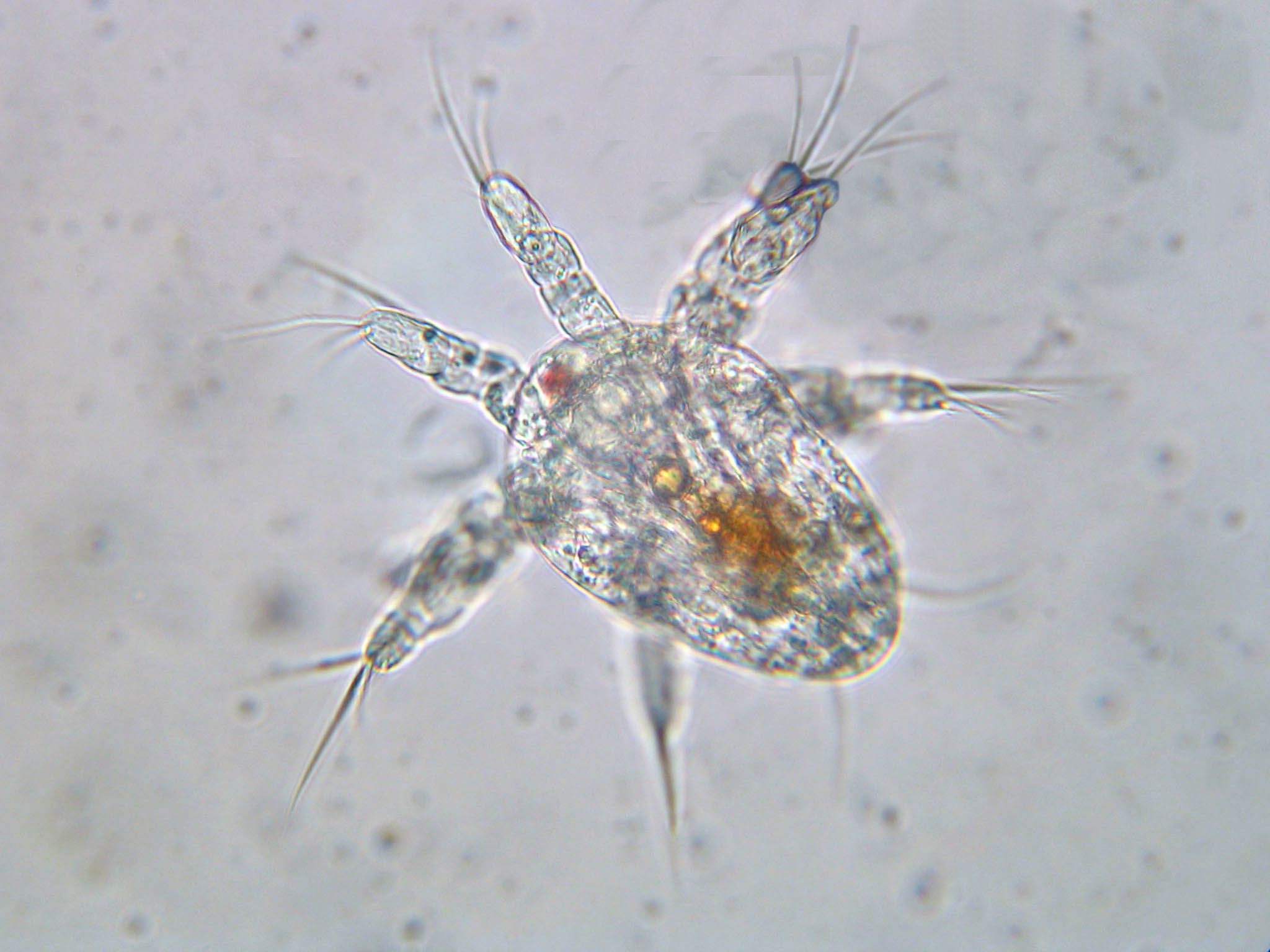
Larva náuplio de um Copépode.

### Náuplio
A larva náuplio ocorre na forma planctônica nos dendrobranchiatas, enquanto que os pleocyematas passam por essa fase durante o desenvolvimento embrionário, encapsulados pela membrana do ovo. Sua principal característica é a falta dos somitos torácicos, portanto, apenas os apêndices cefálicos anteriores - antenas e mandíbulas - atuam na locomoção. Em Dendrobranchiata, as larva náuplio não se alimentam, ao passo que em crustáceos que não pertencem ao grupo Decapoda, os apêndices funcionais atuam na natação e na alimentação. Outra característica é a falta de olhos compostos, apenas com o "olho náuplio", um único olho mediano próprio dessas larvas. Além disso, os apêndices cefálicos posteriores estão ausentes ou são rudimentares.

### Zoea
Zoea é larva de Decapoda e Euphausiacea com exopoditos torácicos natatórios e cujos pleópodes estão ausentes ou não são funcionais. Ela difere da náuplio por conta da presença de um par de olhos compostos. O apêndice cefálico anterior perde a sua função natatória. As antênulas e antenas assumem funções mecano e quimiorreceptoras para a identificação de presas; e as mandíbulas se especializam na mastigação do alimento. Além disso as maxilas se tornam funcionais e também se envolvem na alimentação - diversos órgãos sensoriais aparecem, possibilitando a seleção da comida. Nos apêndices torácicos, os exopoditos assumem funções natatórias e os endopoditos seguram a presa.
Dependendo do próximo estágio larval que a larva assumirá na próxima ecdise, é possível identificar formas diferenciada de zoea, anato e metamórficamente:
• Pré-zoea: com exceção de Dendrobranchiata, os ovos de Decapoda eclodem como uma zoea ou como uma pré-zoea. Essa larva não apresenta apêndices funcionais ou outros órgãos larvais - não se alimenta e apenas nada por movimentos abdominais. Normalmente elas duram por apenas alguns minutos antes de se transformarem em uma zoea.
• Protozoea: todos os cinco pares de apêndices são funcionais. As antênulas e antenas mantém as suas funções natatórias - vestígio da fase naupliar - enquanto que as mandíbulas se tornam apêndices alimentares, principalmente para filtração. Olhos compostos se desenvolvem, mas se mantém rudimentares nos primeiros estágios. Nesse estágio, apesar de desenvolvida, a carapaça ainda não está fundida ao tórax.
• Metazoea: morfologicamente mais desenvolvida, essa larva é classificada como um caso especial de zoea, sendo exclusiva de anomuras e caranguejos brachyurus. É caracterizada por apresentar apêndices posteriores aos maxilípedes rudimentares, ou por ter mais de dois pares de exopoditos torácicos funcionais.

### Mysis
Morfologicamente, a larva mysis pertence ao tipo zoea. Essa nomenclatura é usada para grupos específicos: no caso de dendrobranchiata, é usado para os estágios IV e subsequentes de camarões das famílias Penaeidae e Sergestoid. Atualmente esse nome também é usado em larvas de Nephropidae e outros táxons de Decapoda.

### Decapodid
Fase larval final (precede a metamorfose para o primeiro instar juvenil), às vezes chamada de "decapodit" na literatura. A larva decapodid é caracterizada pela presença dos apêndices pleonais natatórios, os pleópodes, enquanto os outros apêndices cefálicos e torácicos anteriores (os maxilípedes) passam a fazer parte do aparelho bucal. Os pereópodes tornam-se pernas locomotoras, com ou sem a persistência de exopoditos natatórios. Os endopoditos já apresentam a segmentação característica da perna dos Decapoda adultos
O nome "pós-larva" é aplicado tanto para larva quanto para os primeiros estágios juvenis, porém muitas vezes o termo é usado de modo ambíguo e muitos pesquisadores o evitam.
Apesar de parecer muito semelhante com o juvenil, o decapodid ainda apresenta os órgãos larvais que se perdem nos próximos estágios, como os pleópodes natatórios em brachyurus e anomuras, e os exopoditos natatórios nos pereópodes de camarões.
Williamson propôs um nome alternativo para decapodid, "megalopa", que substituiria o termo "pós-larva" de Gurney, sendo característico de Brachyura. Entretanto, essa nova nomenclatura não é totalmente aceita por pesquisadores que não trabalham com brachyurus.

### Resumo
Considerando a larva como a forma jovem que é morfologicamente distinta do adulto maduro, então é possível definir as fases larvais, de modo simplificado, para Decapoda e Euphausiacea:
- Náuplio: larva que apresenta apenas os três primeiros pares de apêndices cefálicos como funcionais (os outros são rudimentares ou não estão presentes).[1]
- Zoea: larva com exopoditos natatórios em alguns ou todos os apêndices torácicos; pleópodes ausentes ou rudimentares.[1]
- Megalopa: larva com pleópodes natatórios em alguns ou todos os somitos abdominais.[1]
- Juvenil: forma jovem que se assemelha ao adulto, porém é sexualmente imatura.[1]

### Hábito alimentar
O hábito alimentar das larvas de crustáceo é bastante variável, as mesmas podendo ser detritívoras, herbívoras, carnívoras ou onívoras. Pode-se inferir o tipo de alimento consumido por elas por meio da análise de suas estruturas bucais, mais especificamente de suas mandíbulas.
A maioria das larvas de crustáceo se alimentam de organismos planctônicos. Porém, há também exemplos de larvas que não procuram alimento no meio externo, utilizando apenas reservas de vitelo, remanescente dos ovos, que estocam desde sua eclosão. Esse tipo de hábito pode ser chamado de lecitotrofia ou endotrofia, e pode ser considerada uma adaptação evolutiva a ambientes nos quais a oferta de alimento é escassa ou imprevisível.
A lecitotrofia pode ser total ou pode estar presente apenas em alguns estágios de desenvolvimento, dependendo da quantidade de reservas que o ovo carrega. Ou seja, o nível de planctotrofia e lecitotrofia das larvas depende inicialmente da quantidade de energia investida na reprodução da fêmea. Quando as reservas dos ovos são pequenas, as larvas podem ser planctotróficas no início, guardando reservas para se tornarem lecitotróficas nas fases adiante.
Como todos os organismos heterotróficos, as larvas necessitam de uma dieta rica em proteínas, lipídeos, carboidratos, vitaminas e minerais para um crescimento e desenvolvimento saudável. Os itens alimentícios de sua dieta (como detritos, zooplâncton, fitoplâncton, protozoários e bactérias) variam bastante qualitativamente e quantitativamente e, portanto, oferecem oportunidades para os diferentes estágios larvais de uma seleção ótima de alimento.

## Metabolismo das larvas
O desenvolvimento e crescimento das larvas dependem de conversões de matéria e energia química provenientes de alimentação ou de reservas internas. A essas conversões se dá o nome de metabolismo. Fatores como oxigênio, temperatura, salinidade e disponibilidade de alimento no ambiente em que as larvas estão inseridas são essenciais para o funcionamento adequado do metabolismo.

### Oxigênio
O ambiente marinho pelágico, onde vive a maioria das larvas de decápodes, geralmente tem suprimento adequado de oxigênio - pouco se conhece de adaptações à ambientes anaeróbicos. Desta forma, a taxa de respiração desses organismos é altamente correlacionada com a taxa de processos metabólicos. Pode-se dizer que a taxa de respiração das larvas sofre mudanças ao longo do ciclo de mudas, decorrente de mudanças desses processos metabólicos no desenvolvimento.

### Temperatura
Há uma correlação positiva entre temperatura e taxa metabólica das larvas. Porém, isso só se aplica a temperaturas dentro da faixa de tolerância das espécies, onde o crescimento é máximo. Quando o nível crítico é excedido, a taxa de respiração sofre um decréscimo, indicando estresse térmico, podendo afetar negativamente aspectos como a duração do desenvolvimento, frequência de mudas, tamanho final e biomassa individual larval.

### Salinidade
As respostas das larvas à salinidade do ambiente não possuem um padrão geral, variando tanto entre espécies quanto entre estágios de uma mesma espécie.

### Disponibilidade de alimento
Se há escassez de alimento no ambiente das larvas no período de pós muda ou recente intermuda, os mecanismos de economia de energia do metabolismo são acionados. Uma das respostas pode ser a suspensão do ciclo de mudas, com exceção da secreção da endocutícula.

### Excreção
Em larvas de decápodes e na maioria de outras larvas de crustáceos, o produto final do metabolismo a ser excretado é a amônia. Ao longo do desenvolvimento larval, pode-se dizer que a taxa de excreção por indivíduo aumenta, devido ao aumento de biomassa.

## Histórico da descoberta e estudo das larvas
Ao final do século XVIII e começo do século XIX, inúmeros naturalistas tentaram classificar espécies de animais e plantas. Como não se sabia ainda da existência de larvas planctônicas de crustáceos, essas foram descritas como novos gêneros e espécies de animais. Somente após a descoberta da existência do desenvolvimento indireto em crustáceos, cientistas mudaram a classificação de algumas dessas espécies, sendo que alguns nomes já estabelecidos na literatura foram mantidos.
A primeira publicação conhecida sobre a morfologia da larva de um crustáceo decápode foi de Leeuwenhoek (1699; publicado 1807). Sete décadas depois, Lineu descreveu a larva de um caranguejo como uma nova espécie, Cancer germanus. Provavelmente Slabber (1778) foi o primeiro a reconhecer e descrever uma larva de crustáceo como tal, mas sua observação foi ignorada pela comunidade científica da época. Já em 1828, Thomson apresentou as primeiras evidências de que o que antes eram conhecidos como gêneros “Zoea” e “Megalopa”  na realidade eram estágios de desenvolvimento de espécies já conhecidas.
Inicialmente, pesquisadores eram céticos no que se tratava da metamorfose de crustáceos, uma vez que havia dados contrastantes da existência de desenvolvimento direto desses animais. O estudo da metamorfose em laboratório só foi realmente possível quando se descobriu que grande parte das larvas se alimentava de náuplios de Artemia, que eram facilmente coletáveis. Por conta desse acesso a um alimento aceito por variedades de larvas, foi possível acompanhar continuamente as mudanças nos estágios larvais e a metamorfose ao final, passando apenas de uma análise morfológica para fisiológica, ecológica e comportamental destes animais.

## Juvenis
No corpo de uma larva, os sistemas nervoso e alimentar ocupam, proporcionalmente, mais espaço do que nos adultos. Durante o desenvolvimento, os músculos e as gônadas tornam-se relativamente maiores. O surgimento precoce de um sistema nervoso central bem desenvolvido provavelmente está relacionado com a coordenação necessária para o comportamento de natação e orientação complexo que as larvas apresentam. Ao mesmo tempo, o surgimento do sistema digestório reflete o grande custo nutricional que o desenvolvimento larval representa.
Entretanto, as larvas passam por uma mudança importante na fonte alimentar ao se tornarem juvenis/adultos. Isso implica mudanças drásticas na morfologia funcional do trato digestivo e em outros órgãos relacionados na captura e manuseamento das presas. Em muitos decápodes, principalmente nos estuarinos, as mudanças metamórficas também representam alterações na condições físico-químicas do ambiente, como salinidade. Desta forma, diversas alterações também são observadas nos órgãos e tecidos osmorreguladores.

## Ciclo de vida
O ciclo de vida de muitas espécies aquáticas é dividido entre habitats de água marinha e água doce, padrão de vida diádromo conhecido como anfidromia. Nessas espécies, um indivíduo começa sua vida em um habitat e logo migra para outro, onde passará a maior parte de sua vida se desenvolvendo até atingir a maturidade reprodutiva para, enfim, retornar ao habitat de seu nascimento.
Nesse estilo de vida, os adultos vivem, reproduzem-se e geram embriões de pequeno porte em água doce, porém possuem desenvolvimento larval prolongado em águas marinhas com uma comunidade de plâncton fornecendo alimento e, em seguida, a pós-larva deve encontrar um rio para migrar e retornar ao habitat adulto. No entanto, uma grande fração das espécies de água doce gera grandes embriões com desenvolvimento larval direto ou abreviado, já que existem muitos habitats de água doce lênticos pobres em plâncton.
A anfidromia é uma forma de diadromia, e a sua vantagem é o potencial de dispersão que ela permite às larvas, já que riachos/rios originários podem ser recolonizados por outras larvas marinhas. Portanto, pode-se observar que, espécies de ovo pequeno (presumivelmente de desenvolvimento larval prolongado) geralmente têm maior distribuição geográfica e homogeneidade genética intraespecífica quando comparados com aquelas de ovos grandes (direto ou abreviado) no mesmo táxon.

### Ciclo de mudas
O ciclo de muda é altamente controlado por reguladores internos, porém, certos fatores externos se sobrepõem à regulação hormonal responsável por essas mudanças, como temperatura, salinidade, nutrição e qualidade da água. Alguns desses fatores - como a temperatura - afetam a frequência das mudas, enquanto outros - por exemplo, nutrição - influenciam no tamanho da ecdise.
Ecdise é considerada como um ponto crítico no desenvolvimento das larvas dos decápodes e de outros artrópodes. A muda pode representar um fator de grande risco para aqueles indivíduos que são naturalmente mais frágeis ou que estejam expostos à condições desfavoráveis de temperatura, salinidade e/ou qualidade da água. Muitas larvas são susceptíveis a danos e elas podem, como uma resposta ao estresse, não conseguir de desfazer totalmente da exúvia antiga, resultando em adultos que não crescem como o esperado.

### Plasticidade fenotípica no desenvolvimento
Aspectos como a sobrevivência, crescimento, morfologia larval e até mesmo o número de estágios de desenvolvimento que passaram da eclosão para a metamorfose podem variar de forma intraespecífica, dependendo das condições ambientais, como temperatura e salinidade, por exemplo. A isso é dado o nome de plasticidade fenotípica, também chamada de plasticidade de desenvolvimento, um fenômeno causado por padrões ambientais alterados de expressão gênica para etapas sucessivas na ontogenia do fenótipo.
Em crustáceos com forte plasticidade de desenvolvimento, condições ecológicas subótimas tendem a aumentar o número de fases larvais e reduzir a extensão média da mudança morfológica (morfogênese) e crescimento por muda. Quando condições ótimas ocorrem, um desenvolvimento curto para a metamorfose pode aumentar a chance de encontrar um habitat favorável, enquanto que um atraso de metamorfose induzido por estresse pode permitir o transporte larval contínuo, aumentando a chance de encontrar outro ambiente que seja mais adequado para o crescimento e maturação juvenil.

## Filogenia

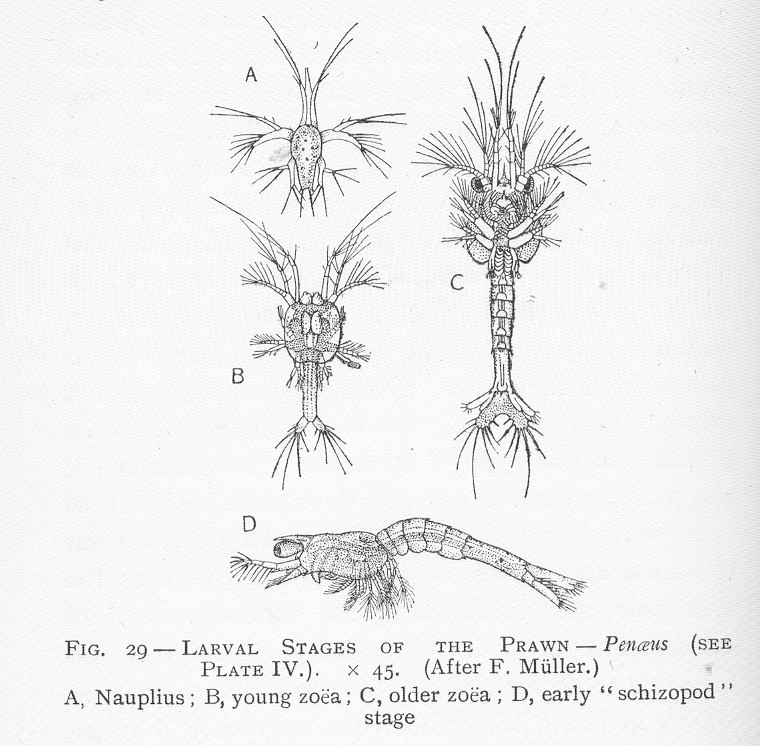
Estágios larvais do camarão Penaeus sp.: (A) náuplio; (B) zoea jovem; (C) zoea madura; (D) estágio inicial de "schizopod".

A abreviação do desenvolvimento larval evolui independentemente em diversos grupos posteriores, principalmente em ambientes estressantes como águas polares e profundas. Esses grupos são Ostracoda, Cladocera, Leptostraca, Peracarida e Pleocyemata (Decapoda), nos quais o ovo eclode como uma larva zoea, um decapodid ou como um juvenil desenvolvido.
O desenvolvimento direto teve múltiplas origens e diferentes linhagens de decápodes de água doce apresentam extensivo cuidado parental. Além disso, essas características estão ausentes em decápodes marinhos e os terrestres que invadiram a terra pela da costa marítima. Esses pontos sugerem que o desenvolvimento direto surgiu em ambientes de água doce e, a partir de então, essa condição foi favorecida pela seleção natural.
Todos os grupos de Decapoda de água doce se originaram de linhagens marinhas de Pleocyemata. Neles, a invasão da água doce ocorreu múltiplas vezes do Triássico ao Holoceno, o que também corrobora a ideia de que abreviação das fases larvais e extensão do cuidado parental foram selecionados na água doce.
Sendo assim, é muito aceito que o estado ancestral é caracterizado por vários estágios larvais, enquanto que a abreviação é considerada como condição derivada.

## Importância ecológica
As larvas de crustáceos, especialmente decápodes, são grandes frequentadores de regiões aquáticas, principalmente regiões costeiras marinhas. Por conta disso, exercem um importante papel ecológico, servindo tanto de presa para zooplâncton e peixes carnívoros quanto de consumidor de plâncton de menores proporções.

### Impactos ambientais
A mudança evolutiva do desenvolvimento indireto para o direto em decápodes de água doce, tem efeitos na biogeografia desses grupos dada a dispersão limitada que essa nova condição implica. Muitas das espécies com desenvolvimento direto apresentam uma distribuição geográfica muito restrita, com exceção de camarões e caranguejos anádromos.
Atualmente, os impactos ambientais, como destruição dos habitats, poluição e aquecimento global, representam grandes ameaças à fauna de água doce. Os organismos com desenvolvimento direto são mais vulneráveis às mudanças ambientais por conta do baixo alcance geográfico que muitas espécies exibem, o que as torna mais suscetível à extinção do que as populações com ampla distribuição.
Além disso, há também grandes efeitos da poluição em larvas de decápodes, que inclusive serviram de modelo para testes toxicológicos de poluentes. Muitos desses produtos são altamente tóxicos para esses organismos, causando estresse mesmo em concentrações muito abaixo das sub-letais.

Estudos indicam que em algumas das larvas de crustáceo houve uma redução de captação de alimento ao entrarem em contato com poluentes como hidrocarbonetos solúveis em água a partir de petróleo bruto, metais tóxicos ou após a contaminação de partículas de alimento com hidrocarbonetos. Apesar disso, não há uma regra universal para as respostas das larvas à produtos químicos liberados pelo homem, uma vez que alguns desses organismos conseguem ser mais tolerantes que outros devido a um mecanismo fisiológico de desintoxicação, como o sistema do citocromo P-450.